# Republikánská strana (USA)
Republikánská strana (anglicky: Republican Party), běžně označovaná GOP (Grand Old Party), je vedle Demokratické strany jedna z dvou hlavních politických stran ve Spojených státech amerických. Patří mezi nejstarší politické strany na světě a řadí se k pravici. Stranickým symbolem je slon.
Během historie se 19 členů Republikánské strany stalo prezidenty USA.

## Historie

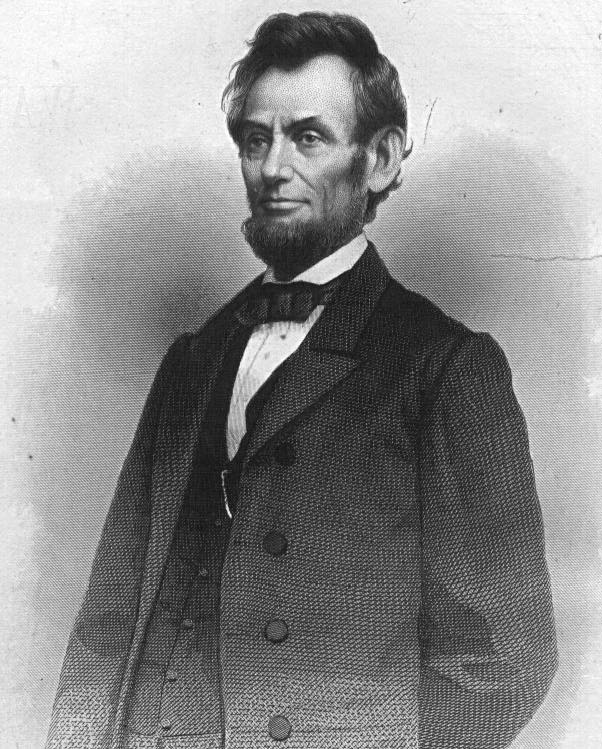
Abraham Lincoln

V 50. letech 19. století se v důsledku rozporů v otázce otroctví rozpadla strana Whigů. Část členů s protiotrokářským názorem se spojila s částí strany Whigů a roku 1854 vznikla Republikánská strana. Celoamerickou stranou se však republikáni stali až roku 1856. Prvním republikánským prezidentem se stal Abraham Lincoln již v roce 1860. V roce 1865 skončila americká občanská válka porážkou jižních Konfederovaných států, což znamenalo zachování územní celistvosti americké Unie a zrušení otroctví. V dalším průběhu dějin se obnovená Demokratická strana a republikáni od sebe co se týče ideologie příliš nelišili. Demokraté byli stoupenci volného trhu, menší federální vlády a větší decentralizace, republikáni prosazovali spíše protekcionistická cla na zboží dovážené ze zahraničí, jakož i podporu federální vlády, průmyslu a stavbu transkontinentálních železnic. Republikáni také poukazují na skutečnost, že Jeanette Rankin, první žena, která byla zvolena do Kongresu USA (za stát Montana), pocházela právě z jejich strany.

## Ideologický základ
Republikánská strana zastává pevné konzervativní a neokonzervativní postoje opírající se o křesťanské hodnoty. Nicméně zde existují i nacionalistické a libertariánské proudy. Nacionalistické proudy mají silnější vliv, co se týče ochrany národních hodnot, prosazování národní hrdosti a v neposlední řadě prosazování amerického intervencionismu. V ekonomických otázkách zastávají Republikáni ekonomický liberalismus.

## Neokonzervatismus
Neokonzervatismus (angl. „neocon“) je politický směr, který se prosadil v USA a v Republikánské straně v posledních zhruba 20–30 letech jako reakce na levicový radikalismus šedesátých let. Za jeho zakladatele bývají označování newyorští židovští intelektuálové, jeden ze zakladatelů a čelný představitel tohoto směru Norman Podhoretz však upozorňuje, že myšlenkové podhoubí tvořili spíše bývalí radikálové a liberálové bez ohledu na vyznání.
Irving Kristol, další čelný představitel tohoto hnutí, charakterizoval neokonzervativce jako liberála, který byl přemožen realitou.
S klasickými konzervativci sdílejí neokonzervativci důraz na tradiční hodnoty, jako je rodina, vzdělání, tradiční morálka apod., ovšem neodmítají ani státní zásahy přinášející podporu těchto hodnot. Důležitým prvkem jejich úvah je právě hledání optimálního bodu státní podpory „pozitivních vlastností“. Tedy například určení podpory státu v nezaměstnanosti tak, aby nebyla příliš vysoká a stimulovala tak občana k hledání zaměstnání, přitom ho ovšem nenechávala „na pospas“. Nebo nacházení bodu, kdy přerozdělování státních příspěvků začíná narušovat hospodářský růst.
Jako základní hnací prvek úspěšné společnosti vnímá prosperitu, která má však být pouze prostředkem k rozvíjení vyšších cílů, jako jsou kultura, vzdělání, osobní rozvoj či náboženství.
Díky důslednému antikomunismu (danému původní levicovou minulostí většiny zakladatelů) a odmítání politiky ústupků Sovětskému svazu získali v některých levicových kruzích pověst podporovatelů zbrojení a americké hegemonie vůbec. V současné době bývá neokonzervatismus těmito kruhy označován za ideového původce americké světové politiky, ačkoliv spíše teprve hledá, jak se s americkou převahou vypořádat a jak ji užívat.

## Představitelé neokonzervatismu
Neokonzervatismus má v USA poměrně silné, i když (kvůli neúspěšným volbám v roce 2008) slábnoucí postavení. Příznivci neokonzervatismu jsou obvykle Američané na venkově a v malých městech, praktikující křesťané a voliči Republikánské strany. Mezi hlavní představitele neokonzervatismu patří bývalý americký prezident Ronald Reagan, exprezident George W. Bush, bývalý šéf světové banky Paul Wolfowitz, bývalý ministr obrany Donald Rumsfeld či bývalý viceprezident Dick Cheney.

## Struktura
Vnitřní struktura strany odpovídá přibližně struktuře Demokratické strany USA. V sedmdesátých letech 20. století byla provedena reforma, která sledovala lepší volební výsledky. Kandidáti dostávají během kampaně velkou stranickou pomoc, která zahrnuje plánování, styl, průzkumy, materiál, tiskoviny atd.
Republikánský národní (federální) výbor (Republican National Committee) se nevěnuje tolik schvalování pravidel jednání na národním shromáždění strany jako obdobný orgán Demokratické strany USA. Republikáni dlouhodobě preferují model „vítěz bere vše“ při volbě delegátů do shromáždění, tzn. že vítězný kandidát v primárkách každého státu obdrží všechny hlasy delegátů.

## Politika
Republikánská strana v sociální politice klade důraz na podporu tradiční rodiny s dětmi a staví se proti legalizaci interrupce, eutanazie a proti sňatku homosexuálů. Často je kritizována kvůli odmítavému postoji ke globálnímu oteplování a favorizování trestu smrti. V hospodářství prosazuje podporu podnikání, nedotknutelnost soukromého vlastnictví a volný trh. Dále usiluje o vyrovnaný státní rozpočet, snižování národního dluhu a nízké zdanění.
V zahraniční politice prosazuje velmocenské postavení Spojených států, k čemuž patří i vyšší podpora financování výdajů na obranu. Strana se staví kriticky k přijímání ilegálních imigrantů, zejména z Mexika. Chce udržovat blízké vztahy s Kanadou a Velkou Británií. Dále dlouhodobě podporuje Izrael v jeho politice vůči zemím Blízkého východu.
Coby pravicová konzervativní strana měli Republikáni v období studené války záporný vztah k Sovětskému svazu a komunistickému hnutí. Od vstupu Vladimíra Putina do politiky měla strana o něco smířlivější postoje k Ruské federaci než Demokratická strana. To se však do značné míry změnilo od roku 2014, mj. kvůli anexi Krymu.

## Voličská základna
Dlouhodobě asi jen jedna čtvrtina Američanů vyjadřuje identifikaci s republikány prostřednictvím tzv. registrace. Ve volbách je však tato strana daleko úspěšnější. Podporu nachází u mnoha pracujících lidí bez vysokoškolského vzdělání a věkově starších heterosexuálních párů. Dále u podnikatelů, bohatších vrstev obyvatelstva a protestantů. Republikáni mají velkou podporu ve venkovských oblastech USA, menší pak ve velkoměstech. Díky tomu má Republikánská strana největší podporu na středozápadě a jihu Spojených států, kde se nacházejí konzervativnější oblasti, např. tzv. Biblický pás na Jihu. Strana má podporu především u bělochů, zatímco u etnických menšin – s výjimkou Kubánců a Venezuelanů – a zvláště u Afroameričanů má podporu poměrně slabou.[zdroj?]